# Teen Choice Awards
Teen Choice Awards er prisuddelingsshow beregnet for unge mennesker i alderen 13-19 år (teenagere), der præsenteres af Fox. Den første prisuddeling blev afholdt i 1999 og hylder årets største præstationer indenfor musik, film, sport, fjernsyn, mode og meget mere. Idet showet er beregnet til teenagere, er det også teenagere, der stemmer om, hvem der skal vinde priserne. Trofæet, som overrækkes vinderne, er et ægte full-size surfboard, der er malet med det års prisuddelings grafix, som så ændrer sig hvert år. Prisuddelingen har også en spinoff teen-award på hjemmesiden Youtube.

## Historie
Bob Bain og Michael Burg gik sammen som producerer for at lave et prisuddelingsshow for den yngre demografi, som dog skulle være henvendt til et lidt ældre publikum end Nickelodeon Kids' Choice Awards, men samtidig lignende med MTV. Greg Sills har været supervising producer og Paul Flattery har været producer for alle showene siden dets opstart i 1999.
Showets format har altid været det samme; det skal hylde præstationer for dem i underholdnings- og sportsbranche med utraditionelle kategorier, der optræder i ceremonien. Showet har været afholdt i Gibson Amphitheatre i Universal City, CA siden 2001. For de første år – 1999 og 2000 – blev det afholdt i Barker Hangar, Santa Monica Airport, CA. Nogle år har det været blevet transmitteret live, men bliver oftest optaget og vist dagen efter.
Stemmesedler blev engang bragt i teenage-henvendte blade osv., hvor læserne kunne rive stemmesedlerne ud af bladene og sende dem ind. Stemmer kunne også afgives online gennem Fox.com. I 2008 lavede FOX og showets producere Teenchoiceawards.com, der skulle fungere som den officielle hjemmeside for Teen Choice Awards, hvor man kunne afgive sine stemmer. Det år blev over 32 millioner indsamlet. I 2009 steg antallet til omkring 83 millioner[kilde mangler]. Samme år dukkede "teenchoicegirl" også op på hjemmesiden Twitter. Hun er teenagepige, der arbejder på showet og dermed kan give fans nyheder og sladder. På få uger havde hun over 28.000 følgere.
Siden prisuddelingens opstart, har showets uddelt ægte speciallavet surfboards til hver enkelt vinder (de koster over 4000 kr. at lave), hvor der hvert år laves et nyt og originalt design til boardsene. Surfboardsene blev valgt som vindertrofæ, fordi det repræsenterer friheden i sommerferierne for teenagere, uanset om de surfer eller ej. Nogle kendte skulle angiveligt have brugt dem til at surfe(Jennifer Love Hewitt); Marlon Wayans har sagt det berømte citat: "Brothers don't surf" og i 2008 udtalte Hugh Jackman, da han vandt sit første board, at han ikke længere var den eneste australier uden et surfboard.
Ashton Kutcher er den indtil den med flest selvstændigt vundne priser med 16 og Justin Timberlake er den mest vindende person med i alt 21 vundne priser (9 solo og 12 med *NSYNC).

## Priskategorier

### Film
- Choice Movie: Action
- Choice Movie: Action Actor
- Choice Movie: Action Actress
- Choice Movie: Drama
- Choice Movie: Drama Actor
- Choice Movie: Drama Actress
- Choice Movie: Romantic Comedy
- Choice Movie: Romantic Comedy Actor
- Choice Movie: Romantic Comedy Actress
- Choice Movie: Thriller
- Choice Movie: Thriller Actor
- Choice Movie: Thriller Actress
- Choice Movie: Comedy
- Choice Movie: Comedy Actor
- Choice Movie: Comedy Actress
- Choice Movie: Fantasy
- Choice Movie: Fantasy Actor
- Choice Movie: Fantasy Actress
- Choice Movie: Sci-Fi
- Choice Movie: Sci-Fi Actor
- Choice Movie: Sci-Fi Actress
- Choice Movie: Breakout Male
- Choice Movie: Breakout Female
- Choice Movie: Kiss
- Choice Movie: Fight
- Choice Movie: Villain
- Choice Movie: Animated
- Choice Movie: Hissy Fit

### Tv
- Choice TV: Drama Series
- Choice TV: Action/Adventure Series
- Choice TV: Comedy Series
- Choice TV: Reality
- Choice TV: Reality Competition
- Choice TV: Late Night
- Choice TV: Breakout Series
- Choice TV: Drama Actor
- Choice TV: Drama Actress
- Choice TV: Action/Adventure Actor
- Choice TV: Action/Adventure Actress
- Choice TV: Comedy Actor
- Choice TV: Comedy Actress
- Choice TV: Actor Breakout
- Choice TV: Actress Breakout
- Choice TV: Parental Unit
- Choice TV: Sidekick
- Choice TV: Villain
- Choice TV: Fab-u-lous
- Choice TV: Animated Show
- Choice TV: Personality
- Choice TV: Reality/Variety Star
- Choice TV: Female Scene Stealer
- Choice TV: Male Scene Stealer

### Musik
- Choice Music: YouTube Collaboration
- Choice Music: Single
- Choice Music: Collaboration
- Choice Music: Female Artist
- Choice Music: Male Artist
- Choice Music: Love Song
- Choice Music: Hook Up Song
- Choice Music: Pop Track
- Choice Music: Rap Artist
- Choice Music: Rap/Hip-Hop Track
- Choice Music: R&B Artist
- Choice Music: R&B Track
- Choice Music: Rock Band
- Choice Music: Rock Track
- Choice Music: Country Group
- Choice Music: Country Artist Female
- Choice Music: Country Artist Male
- Choice Music: Breakout Artist Female
- Choice Music: Breakout Artist Male
- Choice Music: Tour
- Choice Music: Soundtrack
- Choice Music: Rap/Hip-Hop Album
- Choice Music: Pop Album
- Choice Music: R&B Album
- Choice Music: Country Album
- Choice Music: Teen Pop

### Sommer-kategorier
- Choice Summer: Movie – Action Adventure
- Choice Summer: Movie – Comedy
- Choice Summer: Movie – Drama
- Choice Summer: Movie – Romance
- Choice Summer: Movie Actor
- Choice Summer: Movie Actress
- Choice Summer: TV Show
- Choice Summer: TV Actor
- Choice Summer: TV Actress
- Choice Summer: Hissy Fit
- Choice Summer: Song

### Utraditionelle kategorier
- 2010 – Choice Movie
- Choice Hottie (mand)
- Choice Hottie (kvinde)
- Choice Red Carpet Icon (mand)
- Choice Red Carpet Icon (kvinde)
- Choice Web Star
- Choice Twit award
- Choice Fab-u-lous!
- Choice Fanatic Fans
- Choice Smile

### Do Something
I 2008 sponsorerede Dosomething.org Do Something Award, som hylder fantastiske unge personligheder. Ni nominerede, som så et problem i verden og forsøgte at gøre noget, vandt hver 52.000 kroner, hvor én heldig vinder vandt 515.000 kroner. Do Something-prisen (tidligere kendt som  BR!CK Awards) er kampagne lavet af Do Something, en non-profit organisation med lokalitet i New York, som når ud til omkring 11,5 mio. unge mennesker årligt. Denne pris blev dog ikke uddelt i 2009, da den blev erstattet af "Choice Celebrity Activist", som gik til Hayden Panettiere.

### Specielle priser
Extraordinary Achievement
- 2000: Serena & Venus Williams
- 2001: Sarah Michelle Gellar
- 2002: Reese Witherspoon

Visionary Award
- 2005: Gwen Stefani

Ultimate Choice Award
- 2003: Mike Myers
- 2007: Justin Timberlake
- 2009: Britney Spears

Bemærkning: Special Awards bliver ikke uddelt hvert år.

## Shows
| År   | Ceremonidato       | Sendingsdato       | Værter                                                             | Optrædner                                                                             |
| ---- | ------------------ | ------------------ | ------------------------------------------------------------------ | ------------------------------------------------------------------------------------- |
| 1999 | Søndag, 1. august  | ingen              | Ingen vært, men Britney Spears holdt en åbningstale.               | Britney Spears *NSYNC feat. Gloria Estefan Blink-182 Christina Aguilera               |
| 2000 | Søndag, 6. august  | ingen              |                                                                    | 98 Degrees BBMAK No Doubt Enrique Iglesias                                            |
| 2001 | Søndag, 12. august | ingen              | Usher                                                              | Shaggy Aaron Carter feat. Nick Carter Nelly Jennifer Love Hewitt BBMAK                |
| 2002 | Søndag, 4. august  | Mandag, 19. august |                                                                    |                                                                                       |
| 2003 | Lørdag, 2. august  | ingen              | David Spade                                                        | Kelly Clarkson Evanescence The Donnas                                                 |
| 2004 | Søndag, 8. august  | ingen              | Paris Hilton Nicole Richie                                         | Blink-182 Ashlee Simpson JoJo Lenny Kravitz Yellowcard                                |
| 2005 | Søndag, 14. august | Mandag, 15. august | Hilary Duff Rob Schneider                                          | Gwen Stefani The Black Eyed Peas Pussycat Dolls Simple Plan                           |
| 2006 | Søndag, 20. august | ingen              | Dane Cook Jessica Simpson                                          | K-Fed Nelly Furtado feat.Timbaland Rihanna                                            |
| 2007 | Søndag, 26. august | ingen              | Hilary Duff Nick Cannon                                            | Kelly Clarkson Avril Lavigne Fergie Shop Boyz                                         |
| 2008 | Søndag, 3. august  | Mandag, 4. august  | Miley Cyrus                                                        | Miley Cyrus Mariah Carey AC/DC M&M Cru                                                |
| 2009 | Søndag, 9. august  | Mandag, 10. august | Jonas Brothers                                                     | Jonas Brothers Sean Kingston Miley Cyrus The Black Eyed Peas                          |
| 2010 | Søndag, 8. august  | Mandag, 9. august  | Katy Perry Cory Monteith, Mark Salling, Chris Colfer, Kevin McHale | Jason Derulo Travie McCoy feat. Bruno Mars Katy Perry Justin Bieber Diddy-Dirty Money |
| 2011 | Søndag, 7. august  |                    |                                                                    |                                                                                       |

## Polemik
Parents Television Council er den største kritiker af Teen Choice Awards og påstår af showet forherliger kendte personligheder, der promoverer umoralske budskaber til unge mennesker. PTC-grundlæggeren L. Brent Bozell kritiserede 2000, 2005, og 2006-uddelingerne for at have tildelt priser til film, der havde høje aldersgrænser og andre entertainere, der angiveligt ikke skulle henvende sig til teenagere, og udtaler at det viste "hvor succesfuldt Hollywood har markedsført voksne ting til de unge". Bozell har også angrebet Nelly Furtados og Timbalands optræden med deres hit "Promiscuous" under prisuddelingen i 2006, for at have "promoveret et budskab til teenagerne om sex igennem deres optræden med sangen", som indeholder tekster om sex og så at fortælle publikummet om at have sikker sex med kondomer. PTC udnævnte også prisuddelingen i 2005 and 2006 til at være "Ugens værste familietv-show". Prisuddelingen i 2009 blev også overfaldet af kritikerne, da Miley Cyrus poledansede på en isbil-kulisse under hendes optræden med sangen "Party in the USA".